# Terrain d'aviation de Corcieux
Le terrain d'aviation de Corcieux est une base militaire active entre 1903 et 1920 et située à Corcieux dans le département des Vosges.

## Un camp d'infanterie

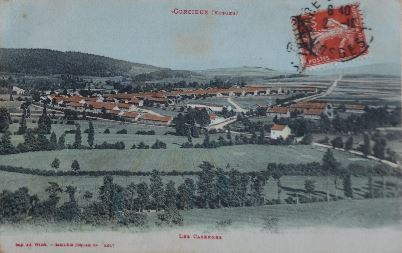
Vue générale du camp militaire de Corcieux (fonds photographique Ad. Weick).

En 1888, le général Georges Boulanger, ministre de la Guerre, voulut renforcer la défense des Vosges en localisant une garnison à moins de vingt kilomètres de la frontière allemande de l’époque. Il fut ainsi décidé de faire construire à Corcieux un camp destiné à accueillir des troupes pour les périodes militaires. L’endroit fut reconnu comme site sanitaire et le camp, dès lors affecté au titre de station climatique, accueillit en séjour de guérison des unités atteintes d’épidémies.
Le camp fut installé en 1903 à la sortie est de Corcieux, au lieu-dit « La Croix-Fleurence ». Toute la pierre nécessaire sera transportée d’une carrière ouverte à cet effet, au lieu-dit "Rein Méline", par une voie Decauville. Des captages furent établis en forêt de Hennefêtes.
L'implantation militaire de ces casernements subsiste dans la toponymie locale qui désigne encore sous le vocable de « Le Camp » les anciens terrains militaires proches du lieu-dit « la Croix-Fleurance ».
Les premiers occupants des casernes de Corcieux furent les hommes d'un régiment de cuirassiers, venant de Rambouillet.
En 1909, le camp fut agrandi pour y loger, à demeure, des troupes d’infanterie et d’artillerie. En contrebas du camp des officiers fut construit un manège.  Celui-ci sera déplacé en 1912  à la caserne Reyffie d'Épinal. Par ailleurs, le projet de construire en 1914 un bâtiment de troupes à étages multiples ne sera pas réalisé mais en 1912 est installée une batterie du 69e régiment d'artillerie à pied suivie du 3e bataillon du 158e régiment d'infanterie. 
C'est à Corcieux que fut créé, en 1913, le 31e Bataillon de chasseurs à pied. Il comprenait cinq compagnies venues de cinq bataillons différents. En hommage à ce régiment de chasseurs, la rue qui relie l'emplacement des casernements au centre du village s'appelle désormais rue du 31e BCP.
Durant le conflit de la  Grande Guerre, à l'instar des casernes du quartier Kellermann de Saint-Dié, les installations du camp forfelet serviront de casernement aux régiments en instance d'affectation vers le front proche.

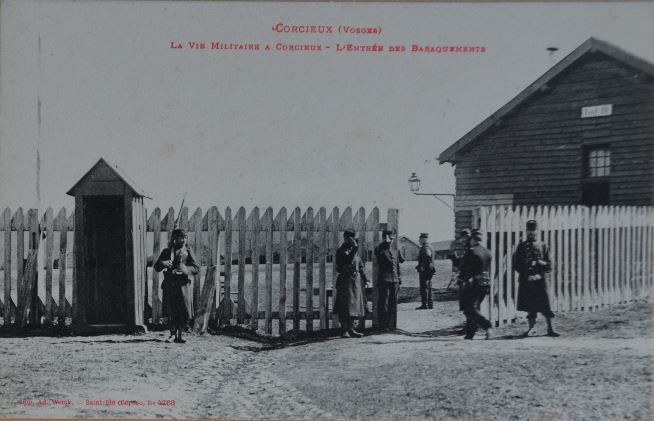
Entrée du camp militaire (fonds photographique Adolphe Weick).
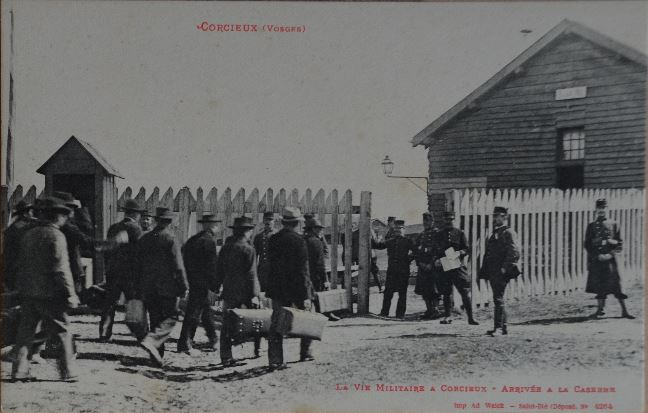
Incorporation des réservistes.
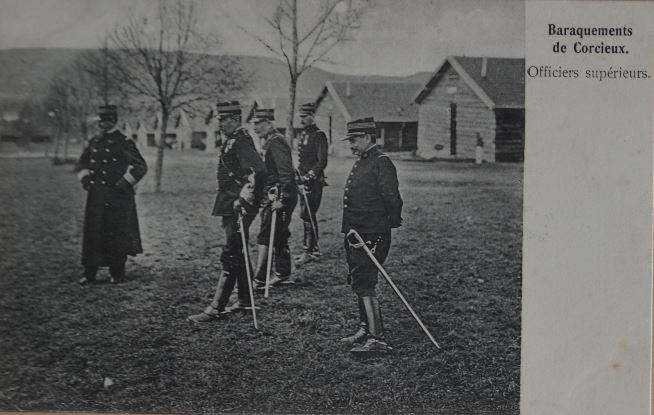
Officiers supérieurs devant les baraquements.
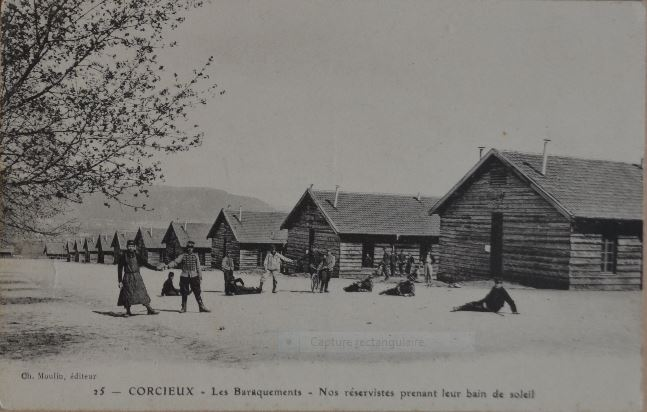
Réservistes devant les baraquements.
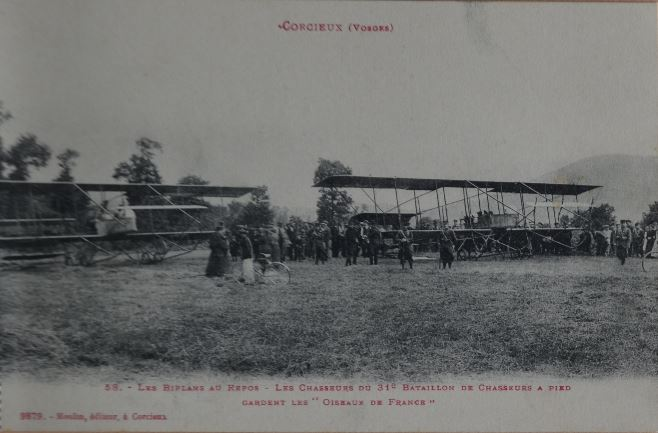
Biplans gardés par les chasseurs du 31e BCP.

## Une implantation sécurisée à proximité de la ligne de front

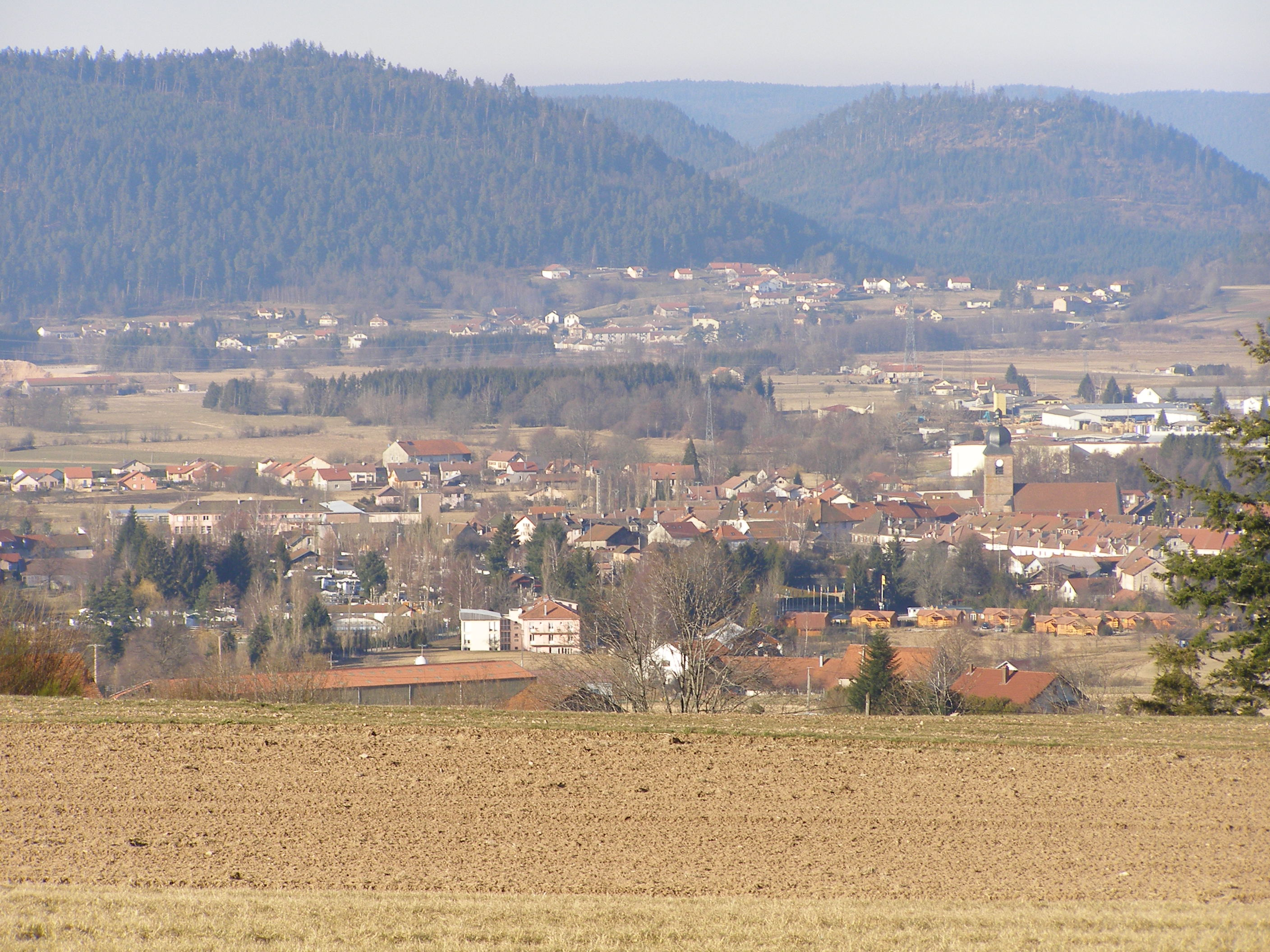
Emplacement du terrain d'aviation sur le lieu d'actuels bâtiments industriels visibles à droite derrière l'église.

Au début de la guerre de 1914, l’escadrille la F-14 créée par le lieutenant, commandant du détachement, Honoré de Baillardel de Lareinty-Tholozan occupait un terrain situé vers Saint-Léonard dans la vallée de la Meurthe toute proche. Le village de Saint-Léonard fut temporairement occupée par l’armée allemande et malgré le repli de cette dernière, le terrain d’aviation demeurait sous la portée des batteries allemandes du Climont.
À la fois hors d’atteinte des batteries allemandes et néanmoins proche du front désormais stabilisé après le reflux allemand de septembre 14 ; la pénéplaine de Corcieux, site bien connu de l’infanterie (dont dépendait alors l'aviation), apparaissait constituer l’endroit idéal pour réinstaller un terrain d‘aviation. Le lieu bénéficiait en outre d’un microclimat dépourvu de brumes et de brouillards.
Les vastes terrains plats et herbeux de cette partie de la vallée du Neuné offraient donc de nombreux avantages pour la mise en place rapide d’un terrain d’aviation.
Celui-ci fut ouvert courant septembre 1914 dans la plaine entre le lieu-dit « les Cours » et celui de « Vanémont », section de la commune de La Houssière. L’aménagement fut rapidement mené : arbres abattus, ligne téléphonique déviée, champs et prés nivelés, les fossés de la route reliant Corcieux à la gare de Vanémont (CD-31) traversant le terrain furent comblés.
Le terrain est opérationnel le 10 mai 1915, il est béni dès le 12 suivant. l'escadrille MF 14 y prend la première ses quartiers. Par la suite et jusqu'à la fin du conflit, des escadrilles et des détachements vinrent y cantonner au gré des opérations militaires.
Dix hangars furent édifiés pour abriter abritaient les appareils. La troupe étaient logée dans des baraquements dits « Bessonneaux » (du nom du constructeur) qui abritaient également les ateliers de réparation du matériel. Les officiers et pilotes devaient quant à eux se loger en ville.
Des postes de contrôle de sûreté militaire furent installés en gare de Vanémont.
Le terrain fit l’objet de plusieurs bombardements aériens. Un avion Taube allemand, en bombardant le terrain incendia une ferme du hameau des Cours.
Un canon antiaérien fut installé sur la crête de la forêt de Vanémont, à cent mètres de la Roche du Corbeau.
Au cours des hostilités, divers appareils furent affectés aux escadrilles présentes :  des Caudron, des Farman, des Nieuport-Spad (l’hélice de ce type d’appareil était entre le mitrailleur et le pilote), des Salmon et des Sopwith.
Les terrains d'aviation d'Épinal, Girecourt et Corcieux disposaient de leurs propres escadrilles mais le front vosgien étant comparativement plus calme, ils accueillirent des escadrilles qui vinrent y prendre un peu de repos après les difficiles combats de Champagne, d'Argonne et d'Artois en 1915 ainsi que de la Somme et de Verdun en 1916.
Des raids de bombardement sur l'Allemagne furent également organisés depuis des bases de l'arrière et les trois terrains vosgiens servirent d'escales de ravitaillement en carburant.

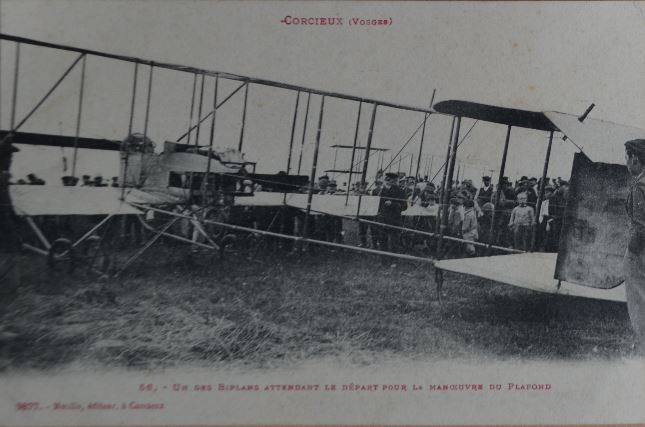
Biplan au départ pour la manœuvre au col du Plafond.
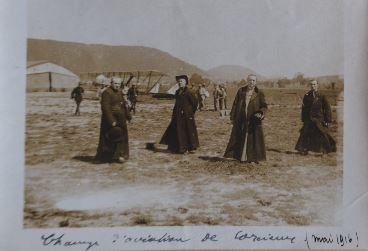
Ecclésiastiques sur le terrain d'aviation lors de sa bénédiction.
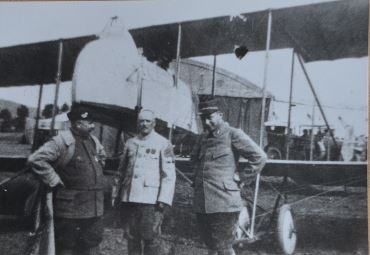
Trois militaires devant biplan.
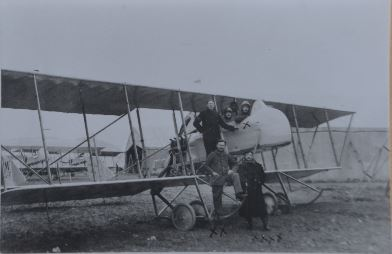
Equipage.
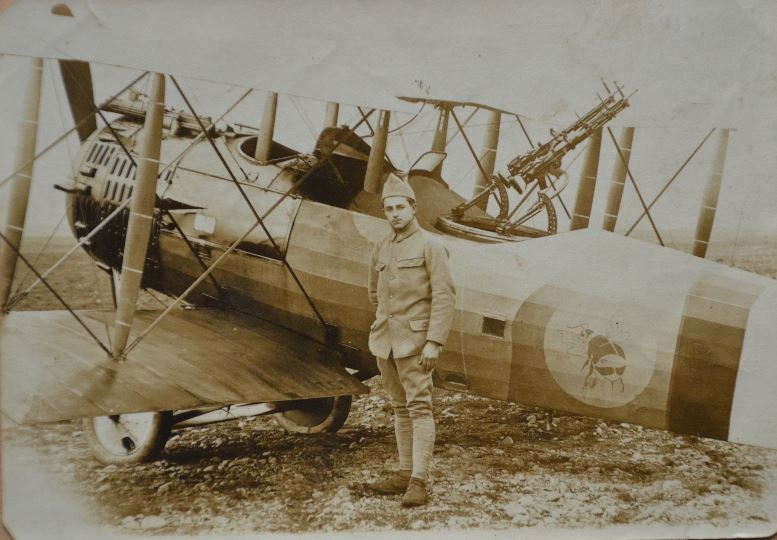
Le mécanicien A. Prévost et biplan de l'escadrille Sal 59 (insigne : bourdon volant sur cercle vert).
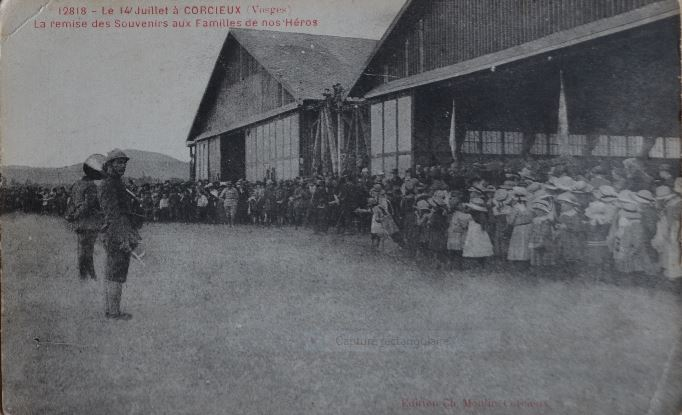
Cérémonie du souvenir et d'hommage aux morts un 14 juillet.

## Présence des escadrilles
| Escadrille | Présence sur le terrain de Corcieux                                     |
| --- | ----------------------------------------------------------------------- |
| C 47 Créée le 9 avril 1915, l'escadrille C 47 est équipée de Caudron G3 destinée à la reconnaissance aérienne. Elle s'installe à Corcieux le 13 mai 1915 afin d'œuvrer au profit de la 7e armée qui défend le front des Vosges. Elle accueille René Fonck dont c'est la première affectation au sein d'une unité aérienne. | du 13 mai au 5 août 1915                                                |
| MS 49 Le 23 mai 1915, l'escadrille MS 49 reçoit l'ordre de constituer un détachement d'avions sur le terrain de Corcieux. Ce détachement est composé de trois pilotes dont Pégoud, un observateur et quinze soldats affectés à Corcieux à compter du 5 août 1915.                                                          |                                                                         |
| MS 59 dotée d'appareils Salmon de chasse, commandée par le capitaine Frère. | du 28 juillet 1915 au 10 septembre 1917                                 |
| MF 60 | du 29 avril 1916 au 20 mai 1916 (le temps de reconstituer l’escadrille) |
| MF 14 composée d'appareils Farman de reconnaissance, commandée par le capitaine Braun. | du 11 avril 1917 au 3 novembre 1917                                     |
| N 73 Le 1er avril 1916, le détachement MS 49 (devenu N49, volant sur appareils Nieuport) passe sous l'administration de l'escadrille MF 14 pour devenir le détachement N73 sous commandement du capitaine de Baillardel de Lareinty-Tholozan. Ce dernier se tue le 5 mai 1916 en essayant un nouvel avion.                 | du 19 avril 1916 au 30 décembre 1916                                    |
| N 93 | du 6 mai 1917 au 22 juillet 1917                                        |
| N 152 | du 21 août 1917 au 13 février 1918                                      |
| SOP 5 devenue SAL 5 | du 22 septembre 1917 au 22 janvier 1918                                 |
| SOP 141 | du 1er décembre 1917 au 14 décembre 1917                                |
| N 162 | du 28 janvier 1918 au 9 mars 1918                                       |
| SAL 106 | du 13 mars 1918 au (date inconnue) juillet 1918                         |
| SOP 285 | du 23 avril 1918 au 24 juillet 1918                                     |
| SPA 266 | du 22 août 1918 au 5 septembre 1918                                     |

La MF 14 opéra sur le front des Vosges où elle prit part aux attaques locales sur le Hartmannswillerkopf et le Richackerhoff. Elle réalisa également de nombreuses missions d'observation dans le secteur du Linge, entre juin et août 1915. En novembre 1915, elle perçoit des MF 11 bis à moteur de 130 ch qui furent immédiatement engagés dans le ciel de l'Hartmannswillerkopf au sol duquel Français et Allemands se livraient alors des combats acharnés. Pour ses faits d'armes, le 31 mai 2016, l'escadrille reçoit, sur le terrain de Corcieux, la Croix de guerre décernée par le général Claret de la Touche. La croix de Lorraine tréflée qui figura sur l'insigne de l'escadrille durant toute la guerre rappelait l'affectation initiale de cette unité sur le front des Vosges.

## Affectation de pilotes

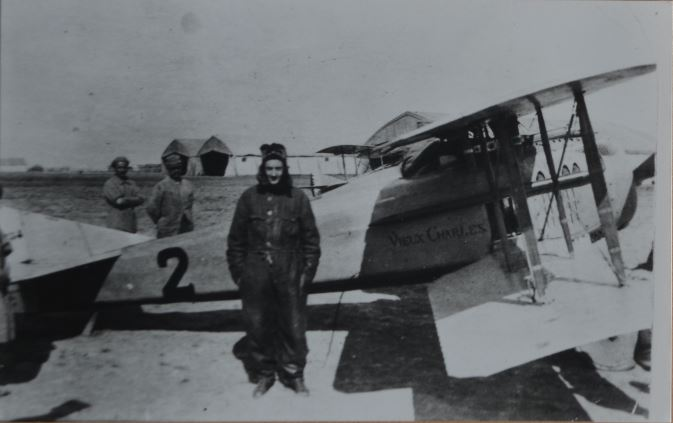
Le biplan "Vieux Charles" de Georges Guynemer en escale sur le terrain d'aviation de Corcieux.

Léon Bourjade entre le 13 septembre 1917 dans l'escadrille N152. Il combat avec succès les Drachen, ballons qui guide les tirs sur les tranchées françaises au point d'être surnommé « le grilleur de saucisses ».
Georges Carpentier, champion du monde de boxe est affecté le 1er août 1915 à l'escadrille MF14 stationnant à Corcieux. Il en repart le 16 suivant en ayant entretemps disputé un combat de boxe organisé pour distraire la troupe.
René Fonck, l'aviateur vosgien surnommé « L'as des as » fut affecté au terrain d'aviation de Corcieux du 13 mai au 15 août 1915  au sein de l'escadrille C 47.
L'aviateur Claude-Théophile Funck-Brentano, fils de l'historien Frantz Funck-Brentano décolla du terrain de Corcieux avant d'être abattu le 25 juin 1916 au-dessus de Pair-et-Grandrupt ; sa tombe est situé au lieu même de sa chute.

Tombe de l'aviateur Funck-Brentano à Pair-et-Grandrupt.
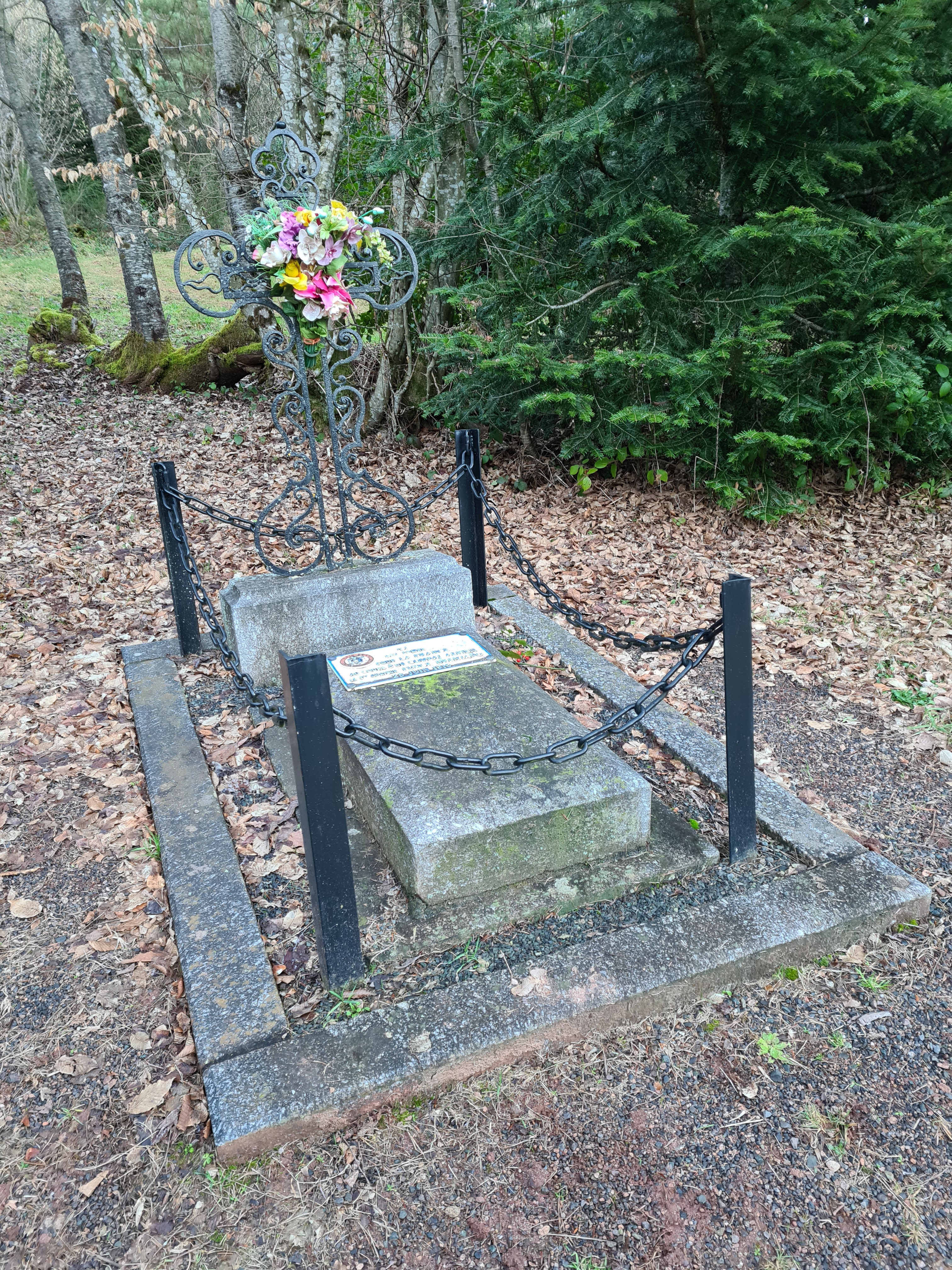
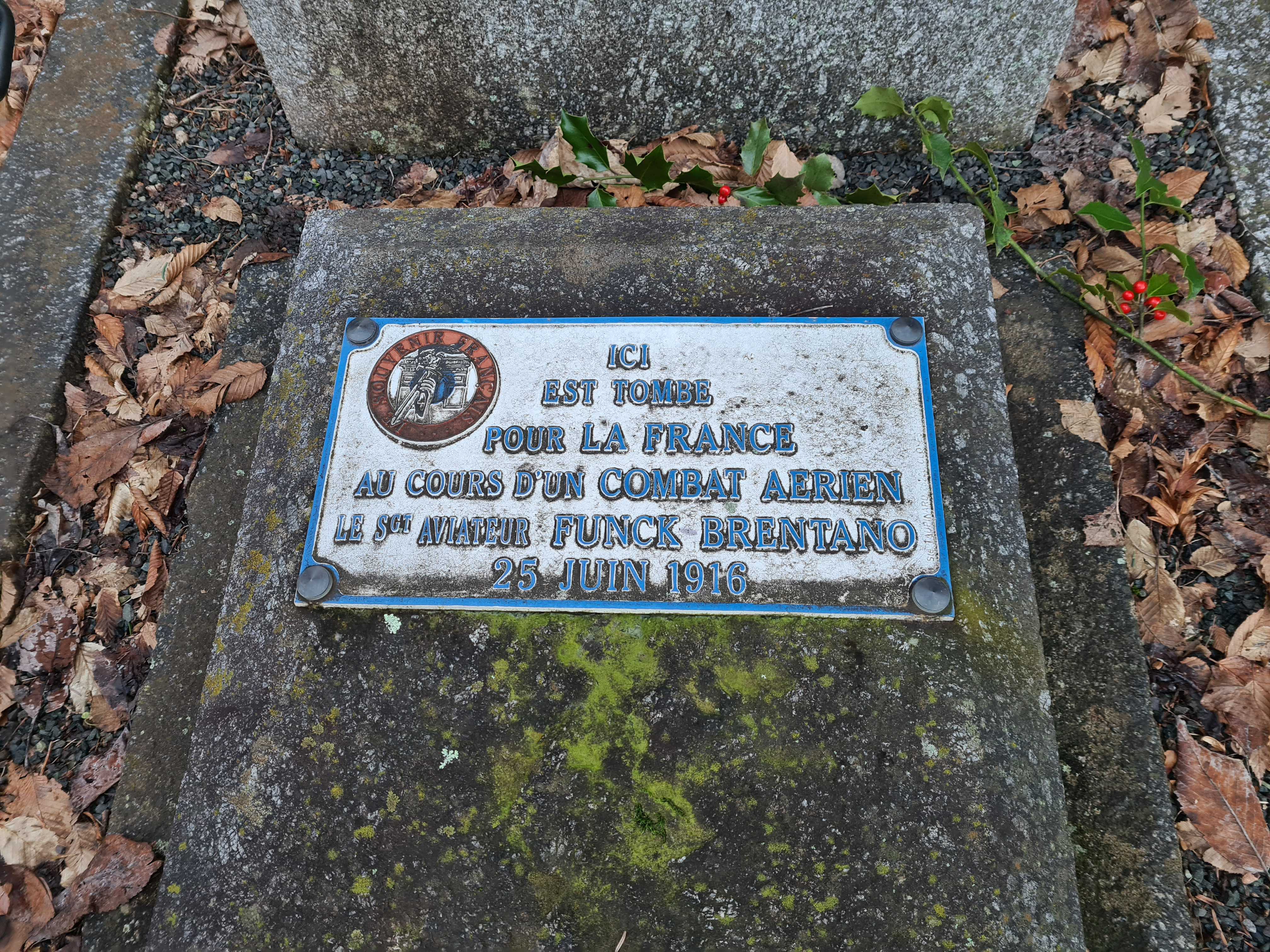

Le lieutenant Anselme Marchal y fut affecté pour préparer, sur appareil Nieuport, la mission de largage de tracts au-dessus de Berlin qu'il avait imaginé et qu'il effectua en juin 1916 .
Le lieutenant Norman Prince, de retour de mission se blessa mortellement sur le terrain des Cours. Lors du raid sur l'usine Mauser à Oberndorf le 12 octobre 1916, les Nieuport de l'Escadrille Lafayette partis de Luxeuil en groupe de 60 appareils  bombardiers et chasseurs ne disposant que de deux heures d'autonomie vinrent ainsi se ravitailler à Corcieux. Lors de ce raid, Norman Prince, un des pilotes fondateurs de l'Escadrille La Fayette, s'attarda lors du retour afin de protéger les bombardiers. La nuit tombant, il voulut s'arrêter à Corcieux mais atteint de myopie ne put distinguer une ligne électrique en bordure du terrain faiblement éclairé par un bidon d'essence enflammé répandu sur le sol. Son avion capota dans les fils. Éjecté de l'appareil, les deux jambes brisées et atteint d'une grave blessure à la tête, il fut transporté par son camarade Lufbery à l'Hôtel de la Poste à Gérardmer alors transformé en hôpital militaire temporaire. Il y mourut sans reprendre connaissance.
Une plaque apposée sur le mur de l'établissement, devenu « Le Grand Hôtel », rappelle ce tragique évènement. Rapatrié aux États-Unis vingt plus tard sur le Normandie par ses parents, le corps de Norman Prince repose dans la nef de la cathédrale nationale de Washington DC.

## Démantèlement des installations
L’armistice signé, la guerre terminée, le 14 juillet 1919 une cérémonie militaire en présence des familles honora les disparus. Cette cérémonie fit l’objet de photographies sur lesquelles on aperçoit encore les hangars qui,récemment encore, abritaient les avions de combat.
Le terrain d’aviation fut démantelé en 1920, les installations vendues aux enchères  et le site retourna à sa fonction première de terres agricoles.
Depuis le 16 juin 2018 un sentier de mémoire vise à rappeler la présence des aviateurs dans la commune vosgienne durant le premier conflit mondial. Il passe symboliquement sous une arche d'acier, seul vestige physique constitutif des trois hangars ayant abrité les aéronefs.
Les tombes militaires d'aviateurs français de la Grande Guerre dans le cimetière communal perpétuent en outre le souvenir du camp d'aviation de Corcieux.

Tombes des aviateurs au cimetière de Corcieux.
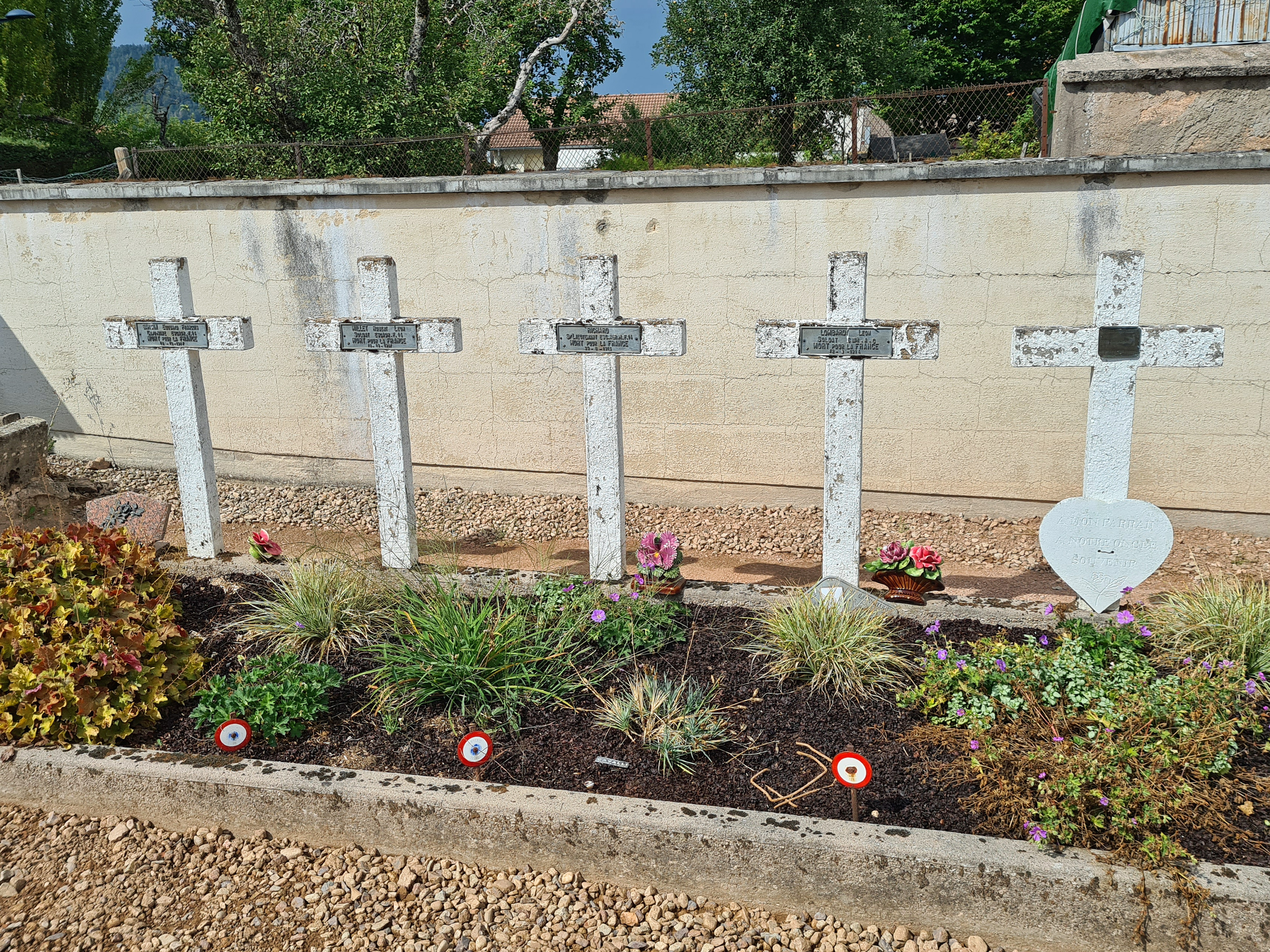
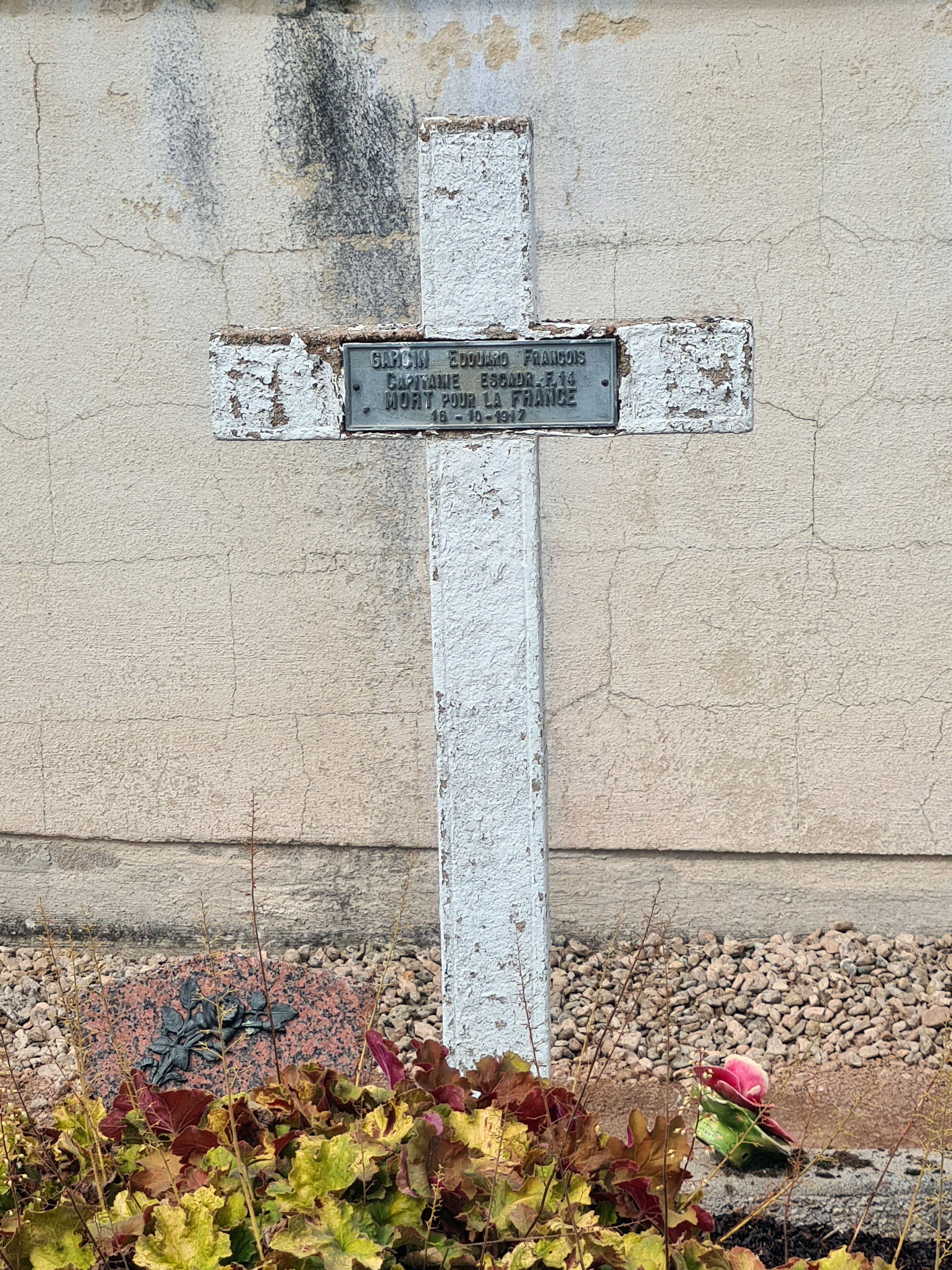
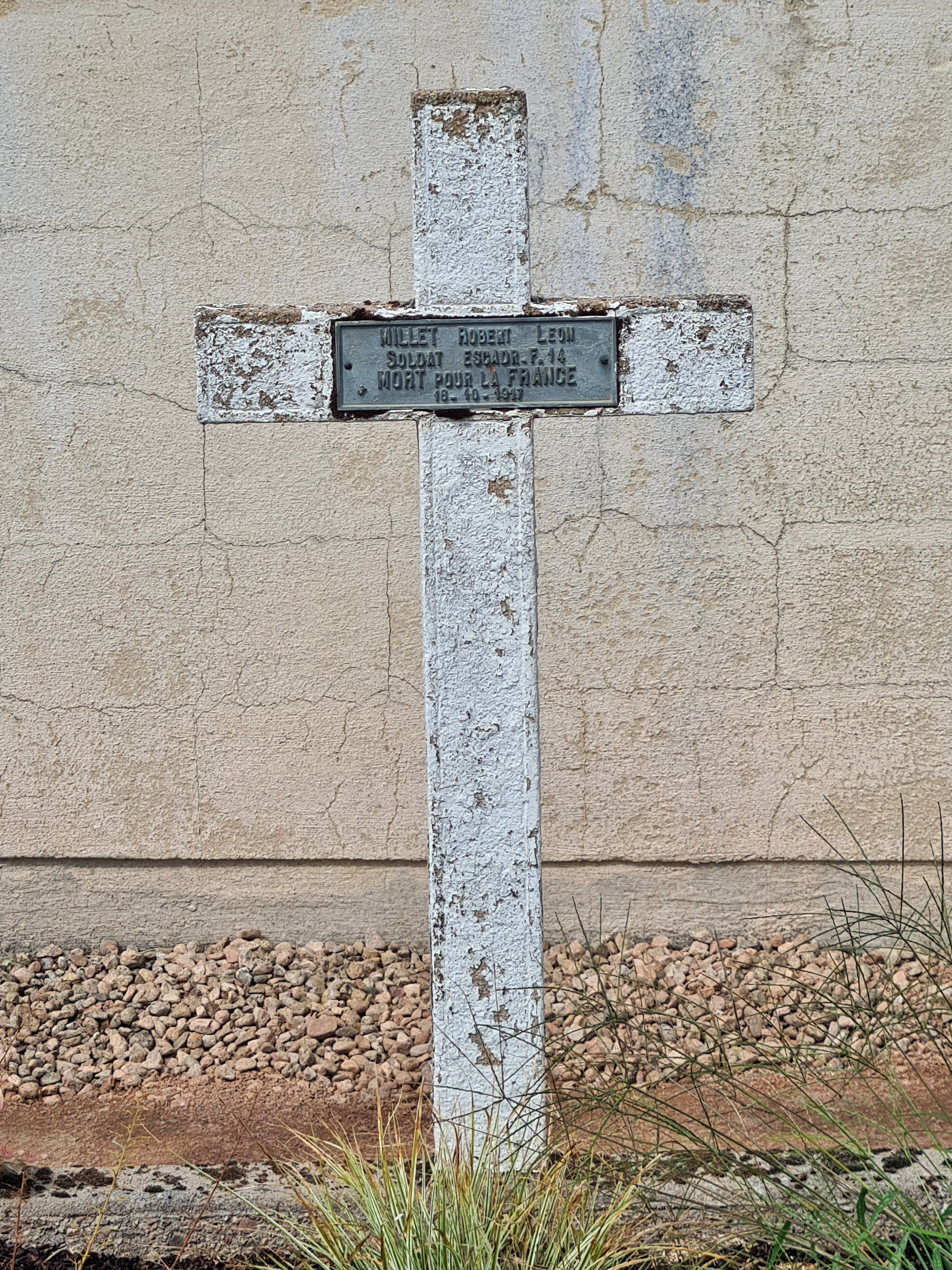
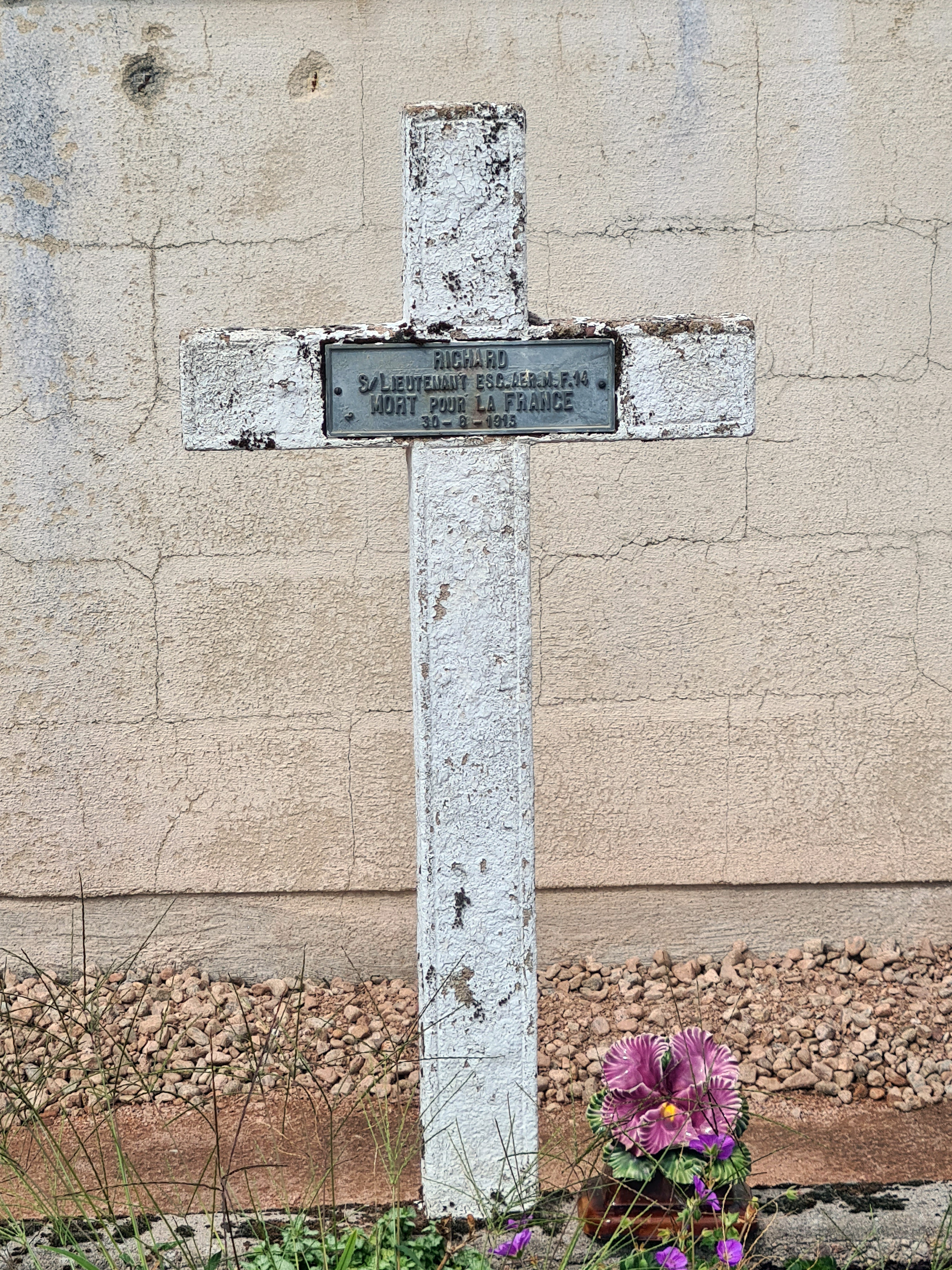